# Мандер (Оверейсел)
Мандер (нід. Mander) — селище в нідерландській провінції Оверейсел, на кордоні з Німеччиною. Входить до муніципалітету Тюбберген.
Його площа становить 10,06 км², а населення станом на 2021 рік складало 625 осіб.
Перша згадка про населений пункт датується 797 роком.

## Галерея

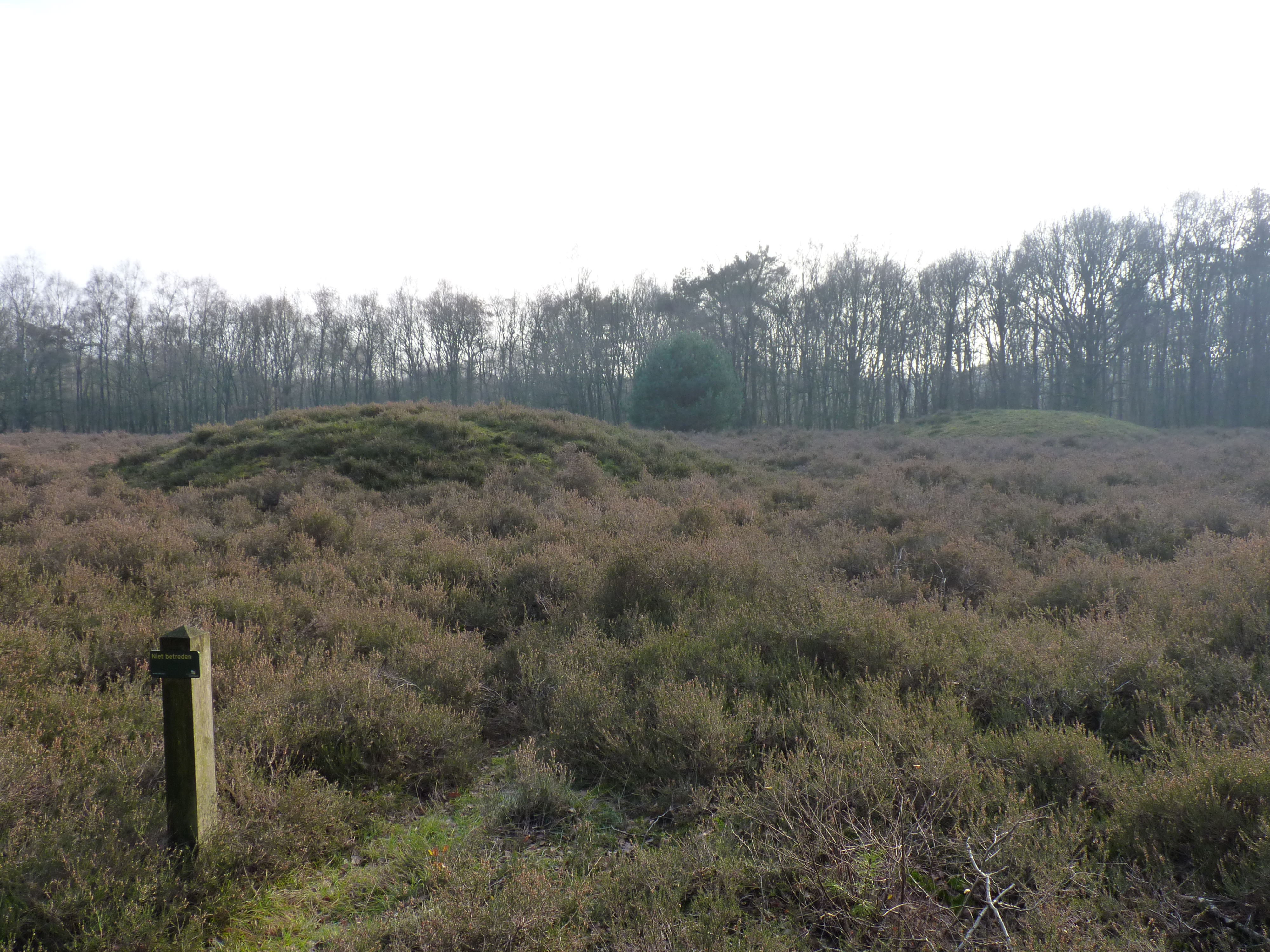
Тумулус (поховання) біля селища
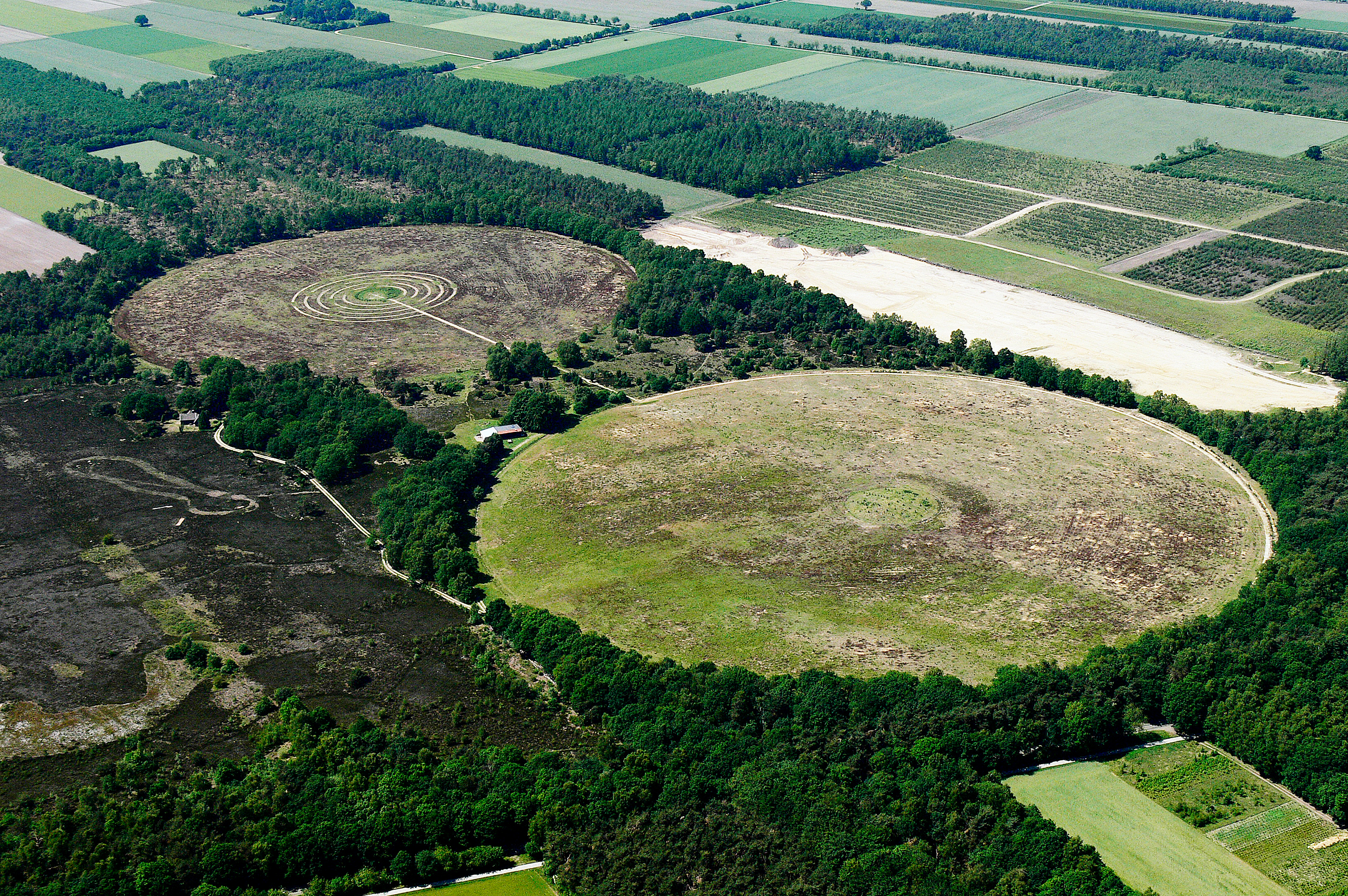
Кола на полях, мистецький проект
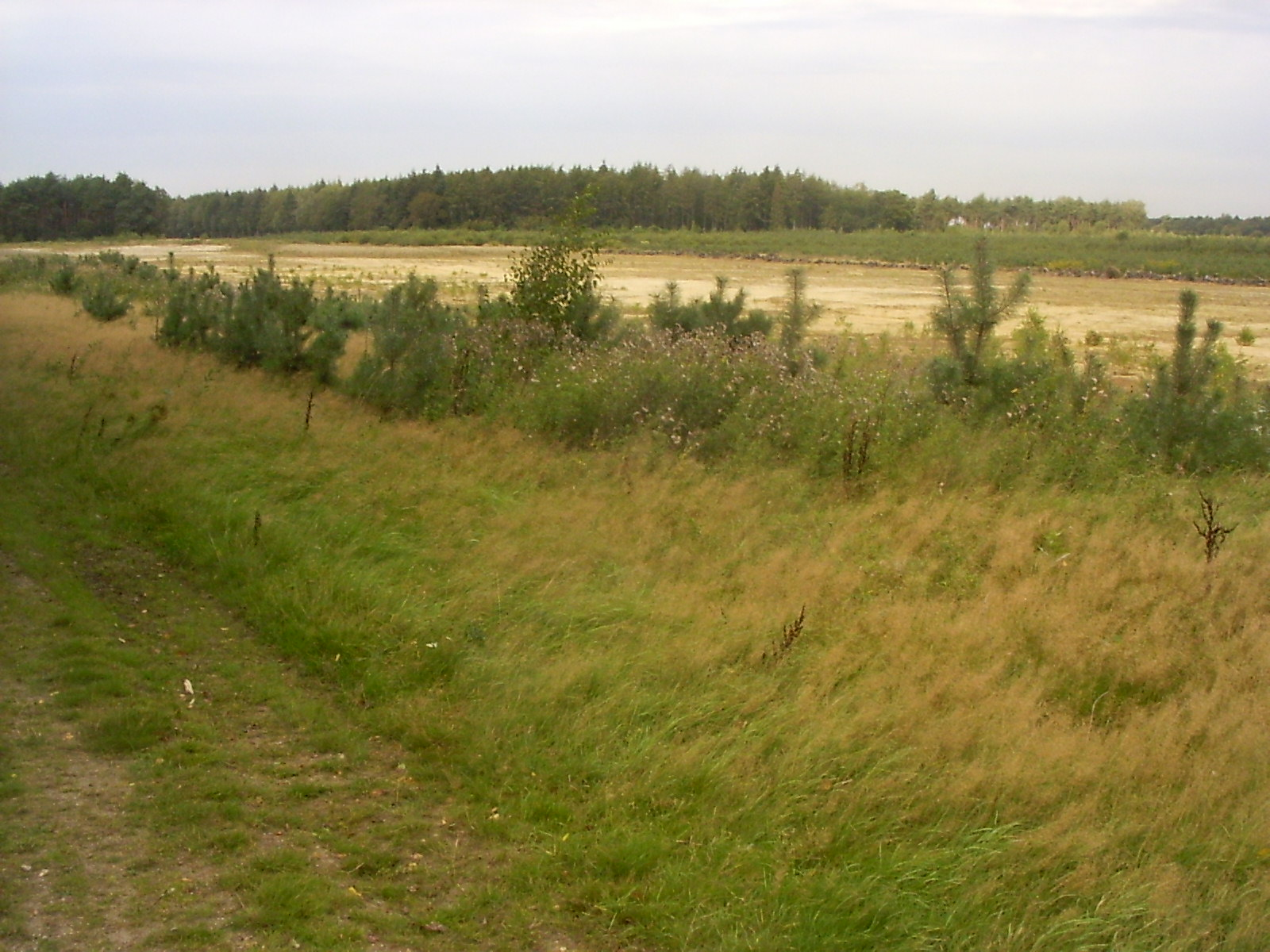
Кола на полях
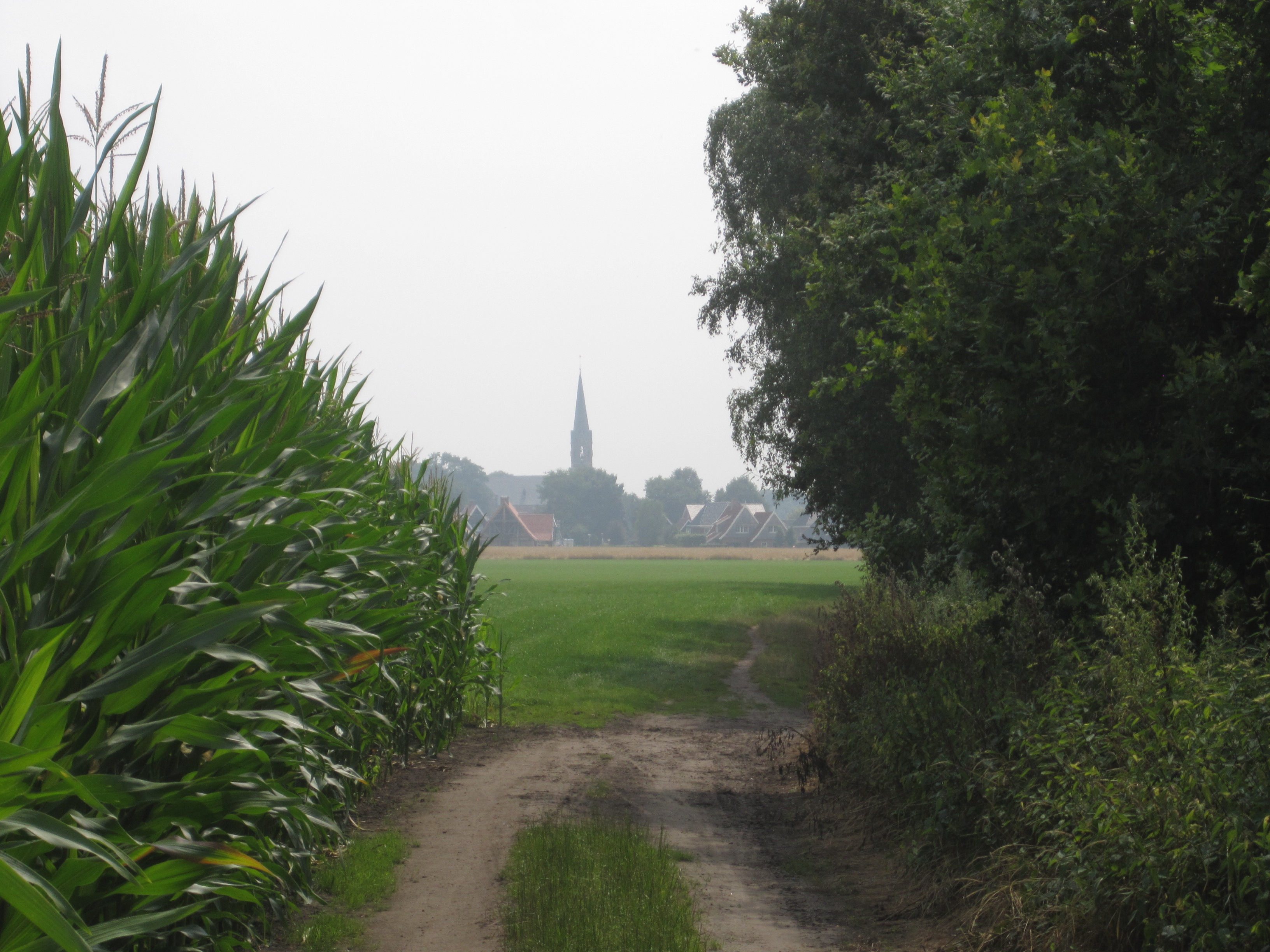
Вид на селище